# Огарёв, Николай Александрович
Николай Александрович Огарёв (1811—1867) — генерал-адъютант, генерал-лейтенант, совещательный член временного артиллерийского комитета и заведующий редакцией «Российской военной хроники». С 1851 по 1864 год владел Санкт-Петербургским чугунолитейным заводом.

## Биография
Николай Огарёв родился 31 декабря 1811 года, происходил из дворян Санкт-Петербургской губернии, сын капитана лейб-гвардии Финляндского полка Александра Гаврииловича Огарёва.
Отданный в Пажеский корпус, он 6 августа 1829 года был произведён из камер-пажей в прапорщики и назначен в лёгкую № 1 батарею лейб-гвардии конной артиллерии. Его имя было среди отличнейших учеников занесено на белую мраморную доску Пажеского корпуса.
Отличился при подавлении польского восстания 1830 года: в сражениях при Старом Якаце он был награждён орденом Св. Анны 3-й степени с бантом, а за Остроленку получил орден Св. Владимира 4-й степени с бантом.
В следующем, 1832 году, Н. А. Огарёв был назначен адъютантом батареи лейб-гвардии конной артиллерии и в этой должности оставался около трёх лет. Произведённый 16 апреля 1835 года в поручики, он в начале следующего года был переведён в лёгкую № 1 батарею той же артиллерии, а 5 февраля 1838 года назначен адъютантом к генерал-фельдцейхмейстеру великому князю Михаилу Павловичу. С этих пор Огарёв начал быстро повышаться в чинах, 3 апреля 1849 года был уже произведён в генерал-майоры и менее чем через полгода, 19 сентября, был назначен генерал-адъютантом.

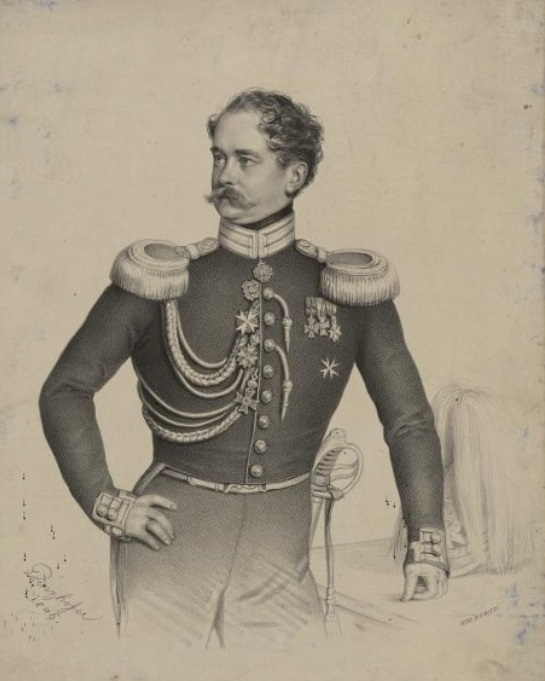
Полковник Н. А. Огарёв (1846)

Восточная война снова вызвала его к более энергичной деятельности. Ему поручено было принять меры к усилению обороны и вооружению Выборгской крепости и Киева. За успешное выполнение этих поручений он был награждён орденом св. Анны 1-й степени, а 4 января 1855 года назначен членом Артиллерийского военно-ученого комитета и в том же году 15 ноября, сверх того, заведующим редакцией «Российской военной хроники», а в следующем году назначен и заведующим военной литографией.
Произведённый 30 августа 1857 года в генерал-лейтенанты, он два года спустя был награждён орденом св. Владимира 2-й степени, а в 1861 году — орденом Белого Орла. Последней наградой его был орден св. Александра Невского, пожалованный ему за неоднократное исполнение должности временного (ярмарочного) нижегородского генерал-губернатора (1862—1866); по его инициативе для ярмарки была разработана обширная программа музыкально-литературных вечеров, которая несмотря на участие в ней известных П. Д. Мельникова-Печерского, П. Д. Боборыкина и др., большого успеха не имела — купцы предпочитали проводить свой досуг, как и прежде, в трактирах и ярмарочных борделях.
П. И. Мельников (А. Печерский), познакомившийся в то время по делам службы с Огарёвым, так характеризует генерал-губернатора: «Огарев — старого закала человек; он добрый приятный господин, но с ним надобно держать себя осторожно: играй как с медведем, всё ничего, всё ничего, а как вдруг озлится, да ни с того, ни с сего и тяпнет». Николай Александрович Огарев скончался в городе Санкт-Петербурге 7 февраля 1867 года, похоронен на Тихвинском кладбище Александро-Невской лавры (из списков исключён 11 февраля).
Среди прочих наград Огарёв имел ордена:
- Орден Святой Анны 3-й степени с бантом (1831 год)
- Орден Святого Владимира 4-й степени с бантом (1831 год)
- Польский знак отличия за военное достоинство (Virtuti Militari) 4-й степени (1831 год)
- Орден Святой Анны 2-й степени (1845 год, императорская корона к этому ордену пожалована в 1847 году)
- Орден Святого Георгия 4-й степени (26 ноября 1850 года, за беспорочную выслугу 25 лет в офицерских чинах, № 8345 по кавалерскому списку Григоровича — Степанова)
- Орден Святого Станислава 1-й степени (1851 год)
- Орден Святой Анны 1-й степени (1854 год, императорская корона и мечи к этому ордену пожалованы в 1856 году)
- Орден Святого Владимира 2-й степени (1859 год)
- Орден Белого орла (23 сентября 1861 года)
- Орден Святого Александра Невского (30 августа 1865 года)

## Семья

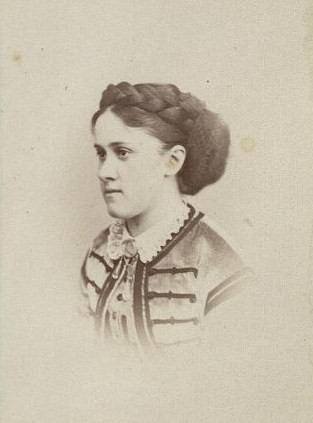
Софья Николаевна фон Шак

Жена (с 04.11.1838) — Мария Николаевна Сеславина (12.11.1816—04.07.1894), дочь надворного советника и племянница  знаменитого партизана. В марте 1836 года окончила Смольный институт и при выпуске получила первый шифр, фрейлина великой княгини Александры Николаевны (28.06.1836). По поводу её свадьбы император Николай I писал: «Был у великой княгини Елены Павловны, которая приехала к свадьбе, потом оделся и поехал с Михаилом Павловичем в Большой дворец, где невесту одевали. Я был у ней посаженным отцом с княгиней Кочубей, а у Огарева были Михаил Павлович и жена Клейнмихеля; Сеславина была очень мила. После свадьбы сошлись в гостиной комнате Елизаветы Алексеевны, где пили их здоровье и разговаривали». Похоронена рядом с мужем на Тихвинском кладбище.
Сыновья — Александр (1839), Михаил (1844) и Пётр (1849—1917); дочери-фрейлины — Александра (1839—1891; в замуж. Мартынова), Елизавета (1841—1907; сестра милосердия, активный член общества Красного Креста, Синего Креста) и Софья (1842—1870; замужем за А. В. фон Шак).